# 野田信夫
野田 信夫（のだ のぶお、1893年4月24日 - 1993年4月30日）は、日本の経営学者、元成蹊大学学長。

## 来歴
長野県飯田市生まれ、北海道旭川市育ち。旧制北海道立上川中学、旧制第一高等学校卒業。1918年（大正7年）、東京帝国大学文科大学哲学科を卒業後、1921年に同経済学科を卒業した
同年三菱財閥合資会社に入社する。のち三菱経済研究所研究員となり、東京帝国大学工学部の講師も務めた。1946年（昭和21年）に三菱重工業企画室調査役となるが、翌1947年（昭和22年）に政府の経済安定本部に迎えられ生産局長となる。物価庁次長（1948年）を経て、1949年には経済安定本部副長官を務めた。
1949年に成蹊大学政治経済学部教授となり、1958年から1969年まで学長を務めた。1969年に退職、名誉教授となる。1975年より成蹊学園名誉理事となった。
学外では、1961年に日本消費者協会を設立して理事長を務めたほか、1973年より製品安全協会会長を務めた。
1993年（平成5年）に100歳で没した。立教大学元教授の野田一夫は甥。

## 栄典
- 1959年 - 藍綬褒章
- 1960年 - 勲二等瑞宝章
- 1968年 - テイラー・キー賞
- 1974年 - 勲二等旭日重光章